# História do Esporte Clube Bahia
No futebol masculino, a história do Esporte Clube Bahia se inicia com sua fundação em 1º de janeiro de 1931 por ex-jogadores do Clube Bahiano de Tênis e a Associação Atlética da Bahia, agremiações que tinham encerrado suas atividades futebolísticas no final da década de 1920. O clube brasileiro da cidade de Salvador foi o primeiro clube a conquistar uma competição nacional, a Taça Brasil de 1959, contra o Santos, torneio criado para apontar o representante brasileiro na recém-criada Taça Libertadores da América. Portanto, o clube também foi o primeiro representante brasileiro a participar de uma edição da Libertadores, em 1960. Em 1988, o tricolor baiano conquistou seu segundo título brasileiro, desta vez derrotando o Internacional. Com tais títulos, o Bahia é o único clube fora do eixo Sul-Sudeste a deter dois títulos nacionais da principal divisão do futebol brasileiro. O clube ainda foi vice-campeão brasileiro duas vezes, em 1961 e 1963. Na sua participação na Libertadores de 1989 o Bahia alcançou as quartas de final, feito que nenhum outro clube do Norte-Nordeste alcançou até então.
O clube também soma 4 títulos na Copas do Nordeste e 50 no Campeonato Baiano de Futebol, sendo o segundo maior campeão estadual do Brasil, perdendo apenas para o ABC de Natal o qual soma 53 títulos. O Bahia por muito tempo conquistou a hegemonia do campeonato estadual, ao ponto de ter sido heptacampeão, de 1973 a 1979. Mas, apesar do currículo vitorioso, o Bahia amargou durante a década de 2000 um dos piores períodos de história. Além de conquistar somente um título estadual (em 2001), foi rebaixado para a Série B do Campeonato Brasileiro em 2003 e para Série C em 2005. O clube retornou para a segunda divisão nacional em 2008 e a principal divisão em 2011.
Foi cofundador do Clube dos 13 em 1987, que reunia as treze agremiações mais importantes do futebol brasileiro e que representavam 95% dos torcedores brasileiros na época. O Bahia mandava seus jogos no Campo da Graça, até a inauguração da Fonte Nova, que em 2007 foi interditada, em 2010 demolida para reforma e, desde 2013, já como Arena Fonte Nova, voltou a ser o mando de campo do clube. No período da ausência dela, o Bahia mandou seus jogos no Estádio de Pituaçu, casa que, na ausência da Arena, sempre abriga bem o tricolor, fato que confere a ele enorme simpatia da torcida, principalmente em 2010 que ficou marcado na vida do clube por simbolizar o retorno do clube ao cenário nacional após o rebaixamento em 2003. Na maior parte de sua história, rivalizou com o Esporte Clube Vitória nas partidas clássicas conhecidas como Ba-Vi. Neste clássico, o Bahia detém vantagem em número de triunfos e de gols marcados. Contudo, desde a década de 1990, essa vantagem histórica foi drasticamente diminuída.

## No futebol masculino

### A fundação do clube nos anos 1930 e 1931
Em 1930, a Associação Atlética da Bahia e o Clube Bahiano de Tênis decidiram fechar o departamento de futebol. Com isso, alguns ex-atletas destes clubes decidiram fundar o Atlético Bahianinho, time para disputar jogos amadores no subúrbio da cidade. O que eles não esperavam era que este time fizesse o maior sucesso. Isso inspirou eles a organizarem um time profissional. Apesar de a data oficial da fundação ter sido 1º de janeiro de 1931, as discussões para tal começaram 8 de dezembro, dia de Nossa Senhora Conceição da Praia. Neste dia, Carlos Koch, Eugênio Walter (o Guarany), Fernando Tude e Júlio Almeida, os ex-atletas do Clube Bahiano de Tênis, e Waldemar de Azevedo,q ex-atleta da Associação Atlética da Bahia, se reuniram causalmente no Cabaré do Jockey e discutiram a organização de um clube para disputar torneios oficiais. Assim, organizaram um encontro num casarão na Avenida Princesa Isabel no dia 12 de dezembro para definir os futuros deste projeto. Cerca de 70 pessoas, incluindo os ex-atletas da AAB e do Bahiano de Tênis, foram ao encontro. A assembleia foi presidida por Otávio Carvalho e secretariada por Fernando Tude e Aroldo Maia. Ela foi importante para definir as cores do novo clube (azul, vermelho e branco) e seu uniforme (camisa branca, calção azul e faixa vermelha na cintura), dois patrimônios do clube. Após isso, Otávio foi nomeado presidente provisório do novo clube.
Na virada do ano de 1930 para 1931 foi marcada outra reunião, dessa vez para fundar oficialmente o novo clube. O local do evento foi a casa nº 57 na Rua Carlos Gomes, na antiga sede do Jóquei Clube. Neste encontro, marcaram presença os ex-atletas da AAB e do Bahiano de Tênis novamente, além de profissionais liberais, funcionários públicos, jornalistas, micro-empresários e estudantes, comprovando que a força popular, marca do Bahia, existe desde a sua fundação. No evento, foram discutidos e definidos também o escudo e o nome. Raimundo Magalhães tratou de criar o escudo tricolor, baseado no escudo do Corinthians e valorizando a bandeira da Bahia, mostrando desde já a forte ligação do Bahia com o estado. Com relação ao nome, a princípio, o Sr. Antunes Dantas sugeriu o nome de Atlético Bahianinho, baseado no antigo clube amador, mas no fim o nome que foi escolhido foi Bahia, em homenagem ao estado. Por fim, foram então aprovados o novo estatuto e a primeira diretoria, sendo eleito presidente o jovem médico Waldemar Costa. No dia 16 de janeiro de 1931 foi publicado no Diário Oficial da União os estatutos do clube, fazendo-o existir oficialmente.[carece de fontes?] Em 20 de janeiro, o Bahia se filiou à Federação Bahiana de Esportes Terrestres, atual Federação Bahiana de Futebol. Sob a frase de efeito de "Nasceu para vencer", nascia o Esporte Clube Bahia.
Os treinamentos eram feitos no campo da AAB, na Quinta da Barra. E em 1 de março, então, foi realizado o primeiro jogo oficial do clube, pelo Torneio Início. O Bahia honrou seu slogan e bateu o Ypiranga por 2 a 0, com gols de Bayma e Guarany. O goleiro Teixeira Gomes ainda defendeu um pênalti cobrado por Hipólito. Este duelo viria a se tornar no futuro o Clássico das Multidões. No mesmo dia, o Bahia levantou seu primeiro troféu, o de campeão do Torneio Início de 1931. Em 22 de março o Bahia estreou no Campeonato Baiano de Futebol vencendo por 3 a 0. Ainda neste ano, o Bahia fez seu primeiro jogo intermunicipal, vencendo o Vitória de Ilhéus por 5 a 4; seu primeiro jogo interestadual, batendo o Sergipe por 2 a 0; e seu primeiro jogo internacional, jogando contra o Sud América, do Uruguai, que excursionava no Brasil. Com uma excelente campanha, no dia 22 de outubro deste ano, o Botafogo-BA perdeu para o Ypiranga, tornando impossível o Bahia ser alcançado na tabela. Assim, o Tricolor sagrou-se campeão baiano pela primeira vez na sua história. O curioso é que o Bahia não jogou esta rodada por estar numa miniturnê em Sergipe. Com isso, celebraram o título em Aracaju. No dia 1 de novembro foi realizado o jogo da rodada contra o São Cristóvão. Marcado para ser a festa do título, o Bahia atropelou o adversário por 5 a 0. Neste ano, houve também o primeiro Clássico do Pote, duelo contra o Botafogo-BA, que terminou em 2 a 2. No dia 15 de novembro foi disputado o último jogo do campeonato ante o Ypiranga, e a meta do clube era não perder para ser campeão invicto. E com um empate em 2 a 2, a meta foi alcançada: Bahia tornou-se campeão baiano invicto.

### A década de 1930: início arrasador

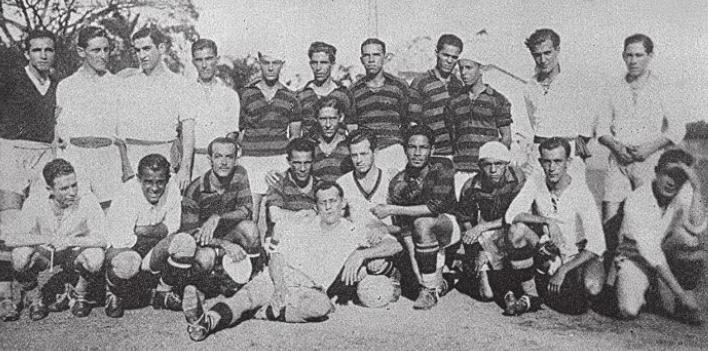
Jogadores de Bahia e Vitória juntos, no primeiro Ba-Vi

O ano de 1932 não foi dos melhores devido ao primeiro racha na direção, que implicou na saída dos fundadores Júlio Almeida e Fernando Tude da diretoria. Embora o time tenha conseguido conquistar o Torneio Início, a crise refletiu no estadual, perdendo o título para o Ypiranga. Apesar disso, foi neste ano que o Bahia enfrentou pela primeira vez alguns dos seus rivais históricos, como o Santa Cruz, vencendo por 3 a 2, o Náutico e o Sport, vencendo ambos por 2 a 1, e o Flamengo, perdendo por 3 a 2. Foi neste ano também que o primeiro Ba-Vi da história foi realizado. No dia 18 de setembro, o tricolor venceu o futuro rival por 3 a 0, com gols de Gambarrota e dois de Raul Coringa.
Em 1933, os dissidentes se recompuseram com a diretoria e voltaram ao clube. Com a paz instaurada, o tricolor fez boa campanha no estadual, venceu nove dos 11 jogos, perdeu apenas um, e levou para casa seu segundo título estadual. Nesta campanha, marcou 45 e sofreu apenas 13 gols.
Em[1934, o Bahia foi a vencedor do Campeonato Brasileiro de Seleções Estaduais, e dos onze titulares deste time campeão, sete vieram do Bahia: Nova, Bisa, Milton, Gia, Pelágio, Bayma e Betinho. Na época, este era o campeonato mais importante do Brasil e a Bahia foi o único estado do Nordeste a ser campeão. Neste ano, o clube se instaurou numa nova sede, em Brotas. No dia 13 de maio ocorreu o primeiro Clássico das Cores, duelo entre o Bahia e o Galícia, outro clube tradicional de Salvador, fundado no ano anterior. O resultado foi 0 a 0. No dia 3 de julho, porém, o jogador do clube, Bitonho (José Fernandes Costa), se suicidou. O motivo foi ter saído de campo preso na véspera após agredir o árbitro na primeira derrota tricolor em Bavis. Apesar do luto de 30 dias devido à morte, e a tristeza do ocorrido, o Bahia conquistou o primeiro de seus 10 bicampeonatos estaduais, vencendo o Botafogo-BA por 2 a 1. O sucesso do clube levou o meia-esquerda Armandinho ser convocado para a Seleção, o primeiro jogador da história do Bahia a conseguir este feito.
O ano de 1935, embora tenha sido o do início da gestão do médico Fernando Tude como presidente, foi ruim para o Bahia, com a eliminação no Torneio Início e a má atuação no Campeonato Baiano de Futebol, vendo o Botafogo-BA se sagrar campeão. Apesar disso, foi neste ano que chegou ao clube o atacante Serafim Carvalho, o Tintas, que se tornaria um dos maiores atacantes do clube nos anos seguintes.
Em 1936, o Bahia foi mal novamente no Torneio Início, mas se redimiu no estadual: levantou o quarto título Baiano em cinco anos de existência, tendo como destaques no elenco Baiano, Tarzan, Sandoval e Armandinho. Só não foi campeão invicto porque perdeu a última partida para o Galícia.
A crise na direção retorna em 1937, devido à existência de uma “diretoria paralela”, que se reunia às escondidas no Café Portugal e tomava decisões ignorando a direção de fato. A demissão da “diretoria paralela” foi o estopim dessa crise. Apesar de o time ter vencido o Torneio Início daquele ano, foi no estadual que a crise refletiu: o Bahia fez uma das piores campanhas de sua história e perdeu sete dos 11 jogos. Viu ainda o Galícia conquistar seu primeiro título, e ainda perdeu a invencibilidade de sete anos que tinha no Clássico do Pote, perdendo para o Botafogo-BA.
No ano de 1938, um fato curioso aconteceu no futebol baiano: houve a realização de dois estaduais. Como o público pouco deu valor, o campeonato baiano que ocorria foi cancelado, e o então líder Botafogo-BA foi declarado campeão. O clamor popular, bem verdade devido à falta que fazia um torneio regional, implicou na formulação de um novo campeonato, que se iniciou em outubro. Neste, o Bahia foi campeão, faturando o quinto estadual, após golear o Galícia por 5 a 2, em 8 de fevereiro de 1939. Um fato curioso ocorreu um pouco antes: no dia 13 de novembro, num jogo Bahia versus Galícia, o atacante Pedro Amorim se recusou a entrar em campo, alegando estar doente, e mandou um bilhete avisando à diretoria. Inconformado, o dirigente Nelson Chaves foi até à casa dele e o obrigou a jogar. Como resultado, Amorim jogou e fez três dos quatro gols do triunfo.< Neste mesmo ano, o Bahia aplicou duas de suas maiores goleadas sobre o Vitória: 9 a 4 e 10 a 2.[carece de fontes?] Ainda neste ano, o clamor popular mais uma vez interferiu nos rumos do clube: o jogador Tarzan, do Bahia, foi à justiça reivindicar o pagamento de seu salário, que havia atrasado. Como na época não existia justiça do trabalho nem desportiva, o zagueiro recorreu à Censura, um órgão do Estado Novo, que exigiu que o clube pagasse o que devia a Tarzan, caso contrário não jogaria o Ba-Vi. Não somente o clube, mas a sociedade baiana como um todo não aceitou a truculência de como se sucedeu o protesto, e com isso promoveu uma resistência. A pressão popular foi tamanha que levou a Censura a desistir da punição, e Tarzan acabou jogando o clássico. Honrando seus compromissos, pouco tempo depois, o salário foi pago.
Novamente, em 1939, o clube sofreu com problemas na direção. Dessa vez, tentou-se formar uma Junta Diretiva para gerenciar o Bahia. Mas os resultados em campo não aparecem, e o tricolor perde o título para o Ypiranga, além de perder dois jogos contra o Galícia no estadual, ambas por 3 a 2, acirrando a rivalidade do Clássico das Cores. Além disso, um dos maiores ídolos da torcida, o artilheiro Pedro Amorim, foi para o Fluminense. O destaque positivo do ano foi a maior goleada de todos os tempos sobre o Vitória: 10 a 1, no dia 8 de dezembro, com cinco gols de Vareta, um dos ídolos do clube. Em 1940, o destaque fica por conta da chegada do trio estrangeiro que entraria para a história do clube, sendo considerados 3 dos maiores ídolos do Bahia: os argentinos Papetti e Bianchi, e o italiano Avalle. O sucesso faz o Bahia ser campeão baiano invicto novamente, deixando o Galícia como vice.

### A década de 1940 e os percalços do Campeão dos Campeões
Os três primeiros anos da década foram monótonos para o torcedor do Bahia, já que o clube assistira o Galícia entrar para a história ao se sagrar, pela primeira vez no futebol baiano, tricampeão estadual. No período, o Bahia disputou seis jogos contra o Galícia, perdeu quatro, empatou um e ganhou somente uma vez. Tal ostracismo em campo foi fruto de uma das crises financeiras mais agudas de sua história. O Bahia estava atolado em dívidas, não conseguia pagar funcionários e jogadores. Prova disso é que em 1941 o clube quase vai à falência e, com isso, acabou sendo despejado de sua sede, na avenida Princesa Isabel, por falta de pagamento dos aluguéis.[carece de fontes?]Foi nesse clima que surgiu a figura do Carlos Wildberger. Tricolor fanático, assumiu a presidência do clube em 1940, e pelo clube fez de tudo. Foi ele inclusive o responsável por trazer o trio estrangeiro que fizera sucesso no clube. Torcedor fanático do clube, Wildberger, rico, acabou empobrecendo gastando seus recursos no clube. A crise não acabou, nem muito menos as dívidas, porém reduziram drasticamente com o apoio de Wildberger.
Em 1944, Zelito Bahia Ramos assumiu a presidência e arrumou a casa, estabilizando a situação financeira. Com isso, o clube se instalou em nova sede, no bairro do Canela, em Salvador. O destaque maior do ano foi a composição do Hino do clube por Adroaldo Ribeiro Costa. O sucesso foi tamanho que, anos mais tarde, a composição seria considerada pelo historiador Cid Teixeia a mais popular da história do estado, ao lado do hino ao Senhor do Bonfim. Devido a divergências com a Federação Bahiana de Desportos Terrestres (FBDT), ameaçou não disputar o campeonato baiano, mas não levou a ideia adiante. Nicanor de Carvalho foi contratado para assumir o comando técnico do time, e dois dos maiores ídolos do Tricolor em todos os tempos estrearam no time principal: os atacantes Gereco e Zé Hugo. Gereco veio das divisões de base (tinha sido bicampeão baiano juvenil em 1939–40). Já Zé Hugo veio de Ilhéus. Apesar de não conseguir vencer o tricampeão Galícia – empatou duas vezes em 4 a 4 -, venceu por 3 a 1 o Ypiranga no último jogo e novamente conquistou o estadual.
No ano de 1945, num Ba-Vi no dia 2 de novembro, ocorreu uma confusão generalizada onde, após as expulsões do tricolor Ciri e do rubro-negro baiano, iniciou-se uma briga. O jogo, porém, terminou em 0 a 0.[carece de fontes?] Apesar disso, o tricolor venceu o segundo e o terceiro turno do estadual e precisou de apenas um empate nos dois jogos restantes contra o Galícia para ficar com a taça. No dia 1 de janeiro de 1946, no primeiro jogo, o Galícia venceu por 2 a 1, adiando a festa. Antes do último jogo, o Bahia enfrentou o argentino Rosário Central, mas perdeu por 5 a 4. No Clássico das Cores final, num jogo antológico, após estar perdendo por 4 a 1, Zé Hugo fez 3 gols e o Tricolor empatou em 4 a 4 com o Galícia, conquistando assim o segundo Bicampeonato de sua história, onze anos após o primeiro, em 1933–34.
No ano de 1946, o ex-jogador, fundador e primeiro orador do Bahia, o jornalista Aristóteles Gomes usou pela primeira vez a expressão “Esquadrão de Aço”, em manchete no jornal A Tarde. O termo logo caiu nas graças da torcida, e até hoje é uma das alcunhas mais usadas para se referir ao Bahia. Apesar disso, o Tricolor fez uma campanha ruim no Baianão: venceu apenas cinco dos 12 jogos, perdeu outros seis e empatou um. Com isso, assistiu o Guarany conquistar seu primeiro e único estadual. O destaque do time no ano, apesar da péssima campanha, é o atacante Tintas, ídolo do clube.[carece de fontes?] O ano de 1947 foi de caça a um novo goleiro, já que o titular Yoyô (titular de 1942 a 1946) se aposentou. Com isso, foram testados na posição Benício e Elba, que não convenceram. O gol estava inseguro até que Lessa vestiu a camisa 1, e agradou a todos, permanecendo no clube cerca de sete anos, em 1955, fazendo história (tanto que foi mencionado em versos de Gilberto Gil na canção Tradição como “um goleiro, uma garantia”). O destaque porém, seria em outra posição: no ataque. Izaltino, um dos melhores pontas-esquerdas de todos os tempos estreia no clube. Ele foi titular do Esquadrão, ininterruptamente, por 13 temporadas. Na zaga, Arnaldo e Zé Grilo se destacam tanto que colocam Baiano, então titular, no banco. No dia 13 de abril estreou vencendo no baianão o Galícia por 2 a 1. O tricolor venceu o primeiro e o terceiro turnos e encarou na decisão o Vitória, ganhador do segundo. Em 4 de janeiro de 1948, o time entrou em campo precisando apenas de um empate para se sagrar campeão, mas venceu por 3 a 1 o arquirrival e se tornou-se campeão baiano pela nona vez em 17 torneios disputados, um aproveitamento superior a 50%. O triunfo coroou uma belíssima campanha, de 14 triunfos em 19 partidas, três empates e somente duas derrotas.
O ano de 1948 foi turbulento, marcado por desentendimentos internos na esfera diretiva e brigas com a Federação Baiana. Em meio a isso tudo, o dirigente Amado Bahia Monteiro assumiu o cargo de treinador. Polêmico, fez alterações radicais e contestáveis, como a saída de Lessa do gol, e a troca de Gereco por Moreninho no ataque. Apesar da contestação, com a base do ano anterior, o tricolor chegou ao quadrangular final, e após empatar com o Galícia por 1 a 1, vencer o Vitória por 5 a 0 e o Ypiranga por 4 a 1, faturou, mais uma vez, o bicampeonato baiano. A coroação veio no dia 3 de maio, quando o Bahia bateu o Galícia por 3 a 0.
No ano de 1949, ao completar 18 anos de existência, o clube se mudou novamente para a Barra. E a nova sede pareceu dar sorte já no Campeonato Baiano, onde após vencer o primeiro turno, enfrentou o Ypiranga, vencedor do segundo, numa melhor de três. Perdeu a primeira partida por 3 a 1; venceu a segunda, por 2 a 0; e empatou a terceira, em 2 a 2. Com o impasse, houve a realização de um jogo para desempate, no dia 18 de dezembro, e o Bahia venceu por 2 a 0, com gols de Carlito e Ivan. Assim, tornou-se Tricampeão do Campeonato Baiano de Futebol, feito até então exclusivo ao Galícia. O ano é especial também por conta do nascimento de dois grandes ídolos do clube: no dia 7 de julho vem ao mundo Edvaldo dos Santos, o “Baiaco”; e em 9 de novembro, nasceu Douglas da Silva Franklin, o Douglas que, anos mais tarde, viria a se tornar, para muitos, o maior jogador a envergar o manto sagrado azul, vermelho e branco.
O ano de 1950, apesar de crises internas continuarem a existir, diferente de outras épocas, elas não prejudicaram o desempenho em campo. Na fase classificatória do Baianão, perdeu apenas dois de 12 jogos e terminou em primeiro lugar. No primeiro jogo da decisão contra o Vitória, venceu por 2 a 1. No segundo, porém, levou uma virada  espetacular, e perdeu por 4 a 3. Isso exigiu a realização de um jogo para desempate. E ele ocorreu no dia 12 de novembro, em que o tricolor venceu por 3 a 1, com a estrela de Zé Hugo, que, cinco anos depois, voltou a marcar dois gols na decisão contra o Vitória. Com a conquista do título, o Bahia se tornou o primeiro tetracampeão consecutivo da história do Campeonato Baiano de Futebol.

### Anos 1950: a ascensão rumo ao Brasil
O ano de 1951 marcou na história no futebol baiano e, principalmente, na história do Bahia devido à fundação do Estádio da Fonte Nova. No dia 28 de janeiro, com apenas o campo de futebol e um "anel" de arquibancadas, foi inaugurado o Estádio da Bahia, que depois seria rebatizado com o nome de Otávio Mangabeira (em homenagem ao governador em exercício responsável pela criação do estádio), mas que entraria para a história do futebol brasileiro como Fonte Nova.
No dia da inauguração, Bahia, Ypiranga, Botafogo-BA, Guarany, São Cristóvão, Vitória e Galícia disputaram o Torneio Octávio Mangabeira, criado para inaugurar o estádio e premiar um clube de Salvador com o primeiro título no novo estádio. O tricolor despachou o Botafogo na semifinal e pegou o Vitória na decisão. Com um triunfo por 3 a 2, de virada, com gols de Teco e Alfredo, tornou-se o primeiro campeão da história da Fonte Nova. Apesar do título, não foi tão bem no Estadual, e ficou fora da decisão após a sequência de quatro títulos seguidos. O Ypiranga venceu o Vitória e levou o troféu do ano.
Em 1952, no Campeonato Baiano de Futebol, o Bahia venceu o primeiro turno, o Vitória ganhou o segundo, e o Ypiranga o terceiro. Nas finais, já em 1953, depois de vencer o rubro-negro duas vezes por 3 a 1, o tricolor encarou o aurinegro na decisão.
No dia 8 de março de 1953, o jogo foi realizado, marcado por embate entre policiais e torcedores graças à tentativa dos guardas de pacificar com violência uma briga entre espectadores. Devido às vaias do público, o governador Régis Pacheco, presente no estádio, ordenou que os policiais se recolhessem ao quartel. Com a bola rolando, a decisão foi equilibradíssima, e o jogo só foi definido em lance fortuito: no segundo tempo, Carlito chutou fraco, sem pretensão, e o goleiro Rui engoliu um frangaço. Bahia 1 a 0. Com o triunfo, o Bahia se tornou Campeão Baiano pela 13.ª vez.

### O ano de 1959 e a conquista da Taça Brasil: o primeiro campeão brasileiro da história
Durante muito tempo, o Bahia continuou sendo uma grande força no estado da Bahia, porém não reconhecida no Brasil, por não haver um torneio nacional, até que foi criada a Taça Brasil. Em 1959, a Confederação Brasileira de Desportos (CBD) organizou um Campeonato nacional interclubes como alternativa para substituir o Campeonato Brasileiro de Seleções Estaduais. O torneio funcionava em sistema de Copa, que indicava o campeão brasileiro entre clubes (algo inédito no Brasil) e também um representante brasileiro para a disputa da Taça Libertadores da América, torneio criado pela Conmebol no mesmo ano, que iniciaria no ano seguinte. O torneio reunia os campeões estaduais, e era dividido em grupos: Nordeste, Norte, Leste e Sul, que se agrupavam em zonas: Zona Norte-Nordeste, e Zona Sudeste-Sul. Os campeões paulistas e cariocas entravam na reta final, enfrentando o vencedor da Zona Norte-Nordeste e o da Zona Sudeste-Sul cada um. Os vencedores destes confrontos levavam aos finalistas do torneio. Em termos práticos, o torneio foi o precursor do Campeonato Brasileiro de Futebol.
No primeiro ano da Taça Brasil, houve 16 participantes, e o Bahia havia sido indicado como representante do Estado da Bahia, já que foi o campeão baiano de 1958. Com isso, foi habilitado a participar do certame. O tricolor não era o favorito, até porque tinha concorrentes de peso, como o Vasco de Bellini e o Santos de Pelé, Pepe e Coutinho. No Grupo Nordeste, o Bahia estreou contra o CSA goleando por 5 a 0. No segundo jogo, venceu novamente, dessa vez por 2 a 0, e avançou sem a necessidade de um terceiro jogo. O Ceará, que havia vencido o ABC, foi o rival no Grupo Nordeste. Após empatar em 0 a 0 e 2 a 2, venceu por 2 a 1 o terceiro jogo, e passou para a próxima fase. No Grupo Norte, o Sport se sagrou campeão, e se habilitou a disputar o título da Zona Norte contra o Bahia. (no Grupo Sul foi o Grêmio, e Grupo Leste o Atlético Mineiro). O campeão da Zona Norte enfrentaria o Campeão Carioca, e o da Zona Sul enfrentaria o Campeão Paulista. Sabendo disso, Bahia e Sport duelaram numa melhor de três. Na primeira, deu Bahia (3 a 2). Na segunda, deu Sport (6 a 0). Na terceira, o Bahia venceu por 2 a 0 e passou para as semifinais do torneio, para enfrentar o Vasco da Gama, campeão carioca de 1958. Para um time desacreditado, o Bahia até que estava indo longe no torneio. Com isso, adquiriu fôlego para enfrentar as duas pedreiras que se sucederiam. Após um triunfo para cada lado (0 a 1 pro Bahia, e 2 a 1 para o Vasco), o Bahia venceu o jogo decisivo por 1 a 0, com gol de Léo Briglia. O adversário do Bahia na final saiu do confronto entre o Grêmio (vencedor da Zona Sul) e o Santos (campeão paulista de 1958). O time de Pelé passou fácil pelo time gaúcho, o que aumentou seu favoritismo em detrimento do favoritismo do time baiano.
No dia 10 de dezembro de 1959, ocorreu a primeira grande decisão na Vila Belmiro, onde o Tricolor venceu por 3 a 2, surpreendendo a todos que esperavam mais um show do craque Pelé. Dessa vez, o favoritismo mudou de lado, e a festa estava preparada em Salvador. Estava certo de que aquele ano novo na Bahia seria especial. Porém, a euforia transpôs a calma, e no dia 30 de dezembro o Santos, na Fonte Nova, bateu o tricolor por 2 a 0. Isso levou a realização de um terceiro jogo para decidir quem seria o campeão. Com a festa adiada e a euforia tranquilizada, o time viajou para o Rio de Janeiro (então capital federal) para disputar a terceira partida num campo neutro. Lá, o Santos (e toda a mídia) já acreditava no título, e o Bahia então mostrou todo o seu bom futebol e o motivo de ter se tornado supremo no estado. Venceu por 3 a 1 e tornou-se o primeiro Campeão Brasileiro da história. O time que jogou a decisão era: Nadinho; Leone e Henrique; Flávio e Vicente; Marito, Alencar, Léo, Mário e Biriba. O então presidente era o polêmico Osório Villas-Boas, não muito querido pela torcida. O treinador até as finais foi o Ifigênio Bahianense (Geninho), mas na decisão ele saiu, e o paraguaio Carlos Volante assumiu. O tricolor ainda teve o artilheiro do campeonato: Léo Briglia.
A Taça Libertadores de 1960 não foi muito boa para o Tricolor, mas serviu para apresentar ao clube um de seus maiores ídolos nos próximos anos. O tricolor perdeu o primeiro jogo por 3 a 0 para o San Lorenzo, da Argentina, com uma exibição impecável de José Sanfilippo. No jogo de volta, o Bahia venceu por 3 a 2, mas foi eliminado. Sanfilippo chegaria somente em 1968 no clube, mas faria história.

### Mornos anos 1960: tricampeonato e jejum
Em 1960, o Bahia iniciou uma série de conquistas sucessivas no estadual. Logo após sua saída da Taça Libertadores, iniciou-se o Campeonato Baiano daquele ano. E o tricolor foi arrasador no primeiro turno, perdendo apenas 1 jogo para o Ypiranga por 4 a 3. Como empatou em pontos com o próprio aurinegro, houve um jogo-desempate para definir o campeão do primeiro turno. E o Bahia acabou perdendo por 2 a 0. Recuperando-se da perda, o Tricolor venceu o segundo turno de forma invicta, vencendo os 8 jogos, incluindo os clássicos (Clássico das Cores, Clássico das Multidões, Clássico do Pote, Ba-Vi). Na decisão, o Bahia venceu os 2 jogos contra o Ypiranga e sagrou-se campeão baiano de 1960. A perda do Torneio Início em 1961 para o Vitória não abalou o clube, que deu o troco no estadual, faturando o bicampeonato. O momento era tão bom que o tri veio logo no ano seguinte: apesar da perda do Torneio Início para o Botafogo, o Bahia venceu com sobras o Baiano de 1962, novamente em cima do rubro-negro. A sequência de títulos do Bahia foi interrompida em 1963. O Ypiranga venceu o Torneio Início, e no estadual o Fluminense de Feira surpreendeu e, com um bom time, venceu o Campeonato Baiano. O estadual só foi retomado pelo Esquadrão em 1967, vencendo o Galícia.
Na Taça Brasil, o Bahia acabou chegando as finais de 1961 e 1963, perdendo ambas para o Santos. Ficou de fora das edições de 1964, 1965, 1966 e 1967, por conta da perda dos estaduais nos anos anteriores. A reconquista do estadual em 1967 fez o esquadrão retornar ao torneio nacional em 1968.

### A década de 1970: hegemonia absoluta do Bahia

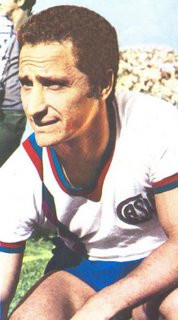
José Sanfilippo, um dos maiores atacantes da história do clube

Os anos 1970 foram de pura glória para o Bahia. O tricolor iniciou a montar elencos cada vez mais competitivos, e começou a peitar não somente os clubes da Bahia, como também os demais clubes do Brasil. O início do novo Campeonato Brasileiro (reformulação da antiga Taça Brasil e do Torneio Roberto Gomes Pedrosa) aliado ao grandioso momento do clube levou a sua forte expressão no cenário nacional.
Em 1970, o Bahia venceu o primeiro turno, e o Itabuna o segundo. Nas finais, o tricolor superou o Itabuna por duas vezes (3 a 0 e 6 a 0), e sagrou-se campeão. Neste ano, o então ídolo Sanfilippo e uma então promessa, o jovem Baiaco foram os destaques. Além deles, o goleiro Picasso também entraria para galeria de ídolos do clube. Para muitos, ele, embora tenha permanecido apenas um ano no clube, é um dos grandes goleiros que atuaram no clube.
O bicampeonato foi obtido no ano seguinte, com o surgimento para a torcida de mais dois ídolos do clube, como Sapatão e Roberto Rebouças. Aos poucos o Bahia montou um time que encantou os amantes de futebol.[parcial?] Ainda este ano, Eliseu Godoy chegou pela terceira vez ao Bahia, dessa vez para se eternizar como ídolo do clube.
Em 1972, embora o Bahia tenha vencido o primeiro turno, o Vitória venceu o segundo turno e levou a disputa a um jogo final, que após empate em 0 a 0, o rubro-negro venceu nos pênaltis. O que parecia ser o fim da sequência de títulos do tricolor, na verdade, foi o estopim para a sequência histórica e inédita no futebol baiano.
Em 1973, o tricolor se classificou para um quadrangular final com o Vitória, Leônico e Atlético de Alagoinhas. Neste, o clube de Alagoinhas se sagrou vencedor, faturando o primeiro turno e chegando a decisão. Na segunda fase, o quadrangular foi composto, além do Bahia, por Vitória, Botafogo e Atlético de Alagoinhas. Quando se imaginou que o clube do interior faturaria o primeiro turno, eis que o Bahia vence de modo invicto o quadrangular, e vence segundo turno, se classificando a final. De modo brilhante, o tricolor foi soberano e venceu o Atlético de Alagoinhas por 2 a 0, vencendo o Baianão de 1973. Neste ano, o Esquadrão de Aço revelou para o futebol um de seus ídolos: Alberto Leguelé.
No triênio 1974-1975-1976, o tricolor se reforçou com jogadores até então pouco conhecidos, mas que se tornariam alguns dos maiores ídolos do clube, como Beijoca (1975), por exemplo, e viu outros jogadores como Douglas, e Fito Neves se destacarem cada vez mais. A campanha do Bahia no Campeonato Baiano de 1975 mostrou exatamente a supremacia do tricolor: o Bahia venceu os dois turnos, e de modo invicto. Nesse mesmo período, Beijoca marcou a maioria dos seus 106 gols feitos pelo clube. Nesse triênio, para variar, o Bahia foi campeão baiano em todas as edições, e nas três venceu o Vitória na decisão.
Em 1977 e 1978, o Bahia foi campeão baiano em cima do Botafogo e Leônico, respectivamente. Aos poucos, o penta e o consequente hexacampeonato foram aumentando a força do Bahia, comprovando a tradição e fazendo jus ao apelido lendário do clube de "Esquadrão de Aço".
O título de 1979, por sua vez, foi histórico pelo modo que o Bahia o conquistou. O Vitória montou um time destinado a quebrar a sequência triunfante do Bahia, trazendo atletas como Gelson Fogazzi Rocha, Xaxa, Sena e Jorge Campos. Já o Bahia havia perdido Jesum e Beijoca, mas se reforçou com Gilson Gênio.
Como o rubro-negro obteve a melhor campanha, chegou nas finais com vantagem. O tricolor venceu o primeiro jogo, e empatou o segundo.[carece de fontes?] A vantagem deu ao rival um jogo extra, onde o empate lhe favorecia. Ao Bahia restava vencer, e eis que, no segundo tempo, com a torcida rubro-negra eufórica, o meia Fito Neves arrisca um chute de longe, e o goleiro Gélson comete um erro histórico, até hoje lembrado pelos torcedores presentes na época. O Bahia venceu por 1 a 0, calou a torcida rival, e fez a festa: Bahia heptacampeão, uma das maiores sequência de títulos do futebol brasileiro. Nesse período, alguns dados ajudam a explicar esse feito, segundo o historiador Galdino Silva:
- Ao longo dessas setes conquistas do Bahia os jogadores Baiaco, Douglas, Fito, Romero e Sapatão, participaram de todas as campanhas e são efetivamente verdadeiros heptacampeões de fato.
- O Tricolor fez ao total 228 jogos, dos quais venceu 142, empatou 75 vezes e perdeu apenas 11 partidas, marcando 419 gols e sofrendo 102 gols.
- Douglas foi o grande artilheiro dessa campanhas marcando mais de 90 gols.

### O bicampeonato brasileiro e grandes campanhas nos nacionais
Até a década de 1980, o Bahia conquistou 46 títulos estaduais, contra 28 de seu principal rival, o Vitória. Foi o primeiro clube brasileiro a participar da Taça Libertadores da América, em 1960, por ter sido campeão da Taça Brasil de 1959. Ao ser campeão em 1959, tornou-se o primeiro campeão nacional e o primeiro clube brasileiro a participar da Taça Libertadores da América, ao derrotar o Santos FC. Em adição, a década de 1980 foi a mais vitoriosa do Bahia, pois foi nela que o Tricolor de Aço conquistou o seu segundo título brasileiro, em 1988. Nas 31 oportunidades que disputou o certame, suas melhores campanhas foram uma quarta colocação em 1990 e uma quinta em 1986, tendo terminado por oito vezes entre os dez melhores.
O Bahia foi ainda semifinalista do Torneio dos Campeões de 1982, torneio promovido pela CBF e que reunia os maiores clubes do Brasil na época.
No Campeonato Brasileiro de Futebol de 1988, conquistou o bicampeonato vencendo o Internacional de Porto Alegre, dirigido por Evaristo de Macedo, o tricolor, com craques como Ronaldo, João Marcelo, Charles Fabian, Bobô, Zé Carlos, e outros, derrotou o Internacional na final, combatendo a força do colorado no Beira-Rio e a mídia, que dava o título como certo aos gaúchos. O Bahia é até hoje um dos dois únicos campeões brasileiro do Norte/Nordeste (junto ao Sport). Com a título de 1988 garantiu vaga na Taça Libertadores da América de 1989, onde obteve seu melhor resultado, chegando às quartas-de-final.

### 1998–2008: Altos e baixos
Após as conquistas do Campeonato Brasileiro de 1959 e 1988, o Bahia não conseguiu manter a estabilidade administrativa e sofreu um declínio. Em 1997, caiu para a segunda divisão do Campeonato Brasileiro, retornando à elite em 2000, e mesmo assim graças à Copa João Havelange, pois o tricolor não havia conseguido se classificar em 1999. Em 2001 fez um ótimo Campeonato Brasileiro, chegando a se classificar para as finais. No ano seguinte, os seguidos erros da diretoria resultaram numa nova queda de produtividade e finalmente em 2003 acabou sendo rebaixado novamente. Após fazer um péssimo campeonato, sofrendo grandes goleadas, o Bahia caiu frente ao Cruzeiro, que venceu o tricolor pelo placar de 7 a 0, na Fonte Nova. Em 2004 montou um time muito bom para a segunda divisão, indo à última fase da competição como grande favorito, mas, mais uma vez, a má organização e desinteresse da diretoria evitaram a ascensão à elite do futebol brasileiro. Classificou-se ao quadrangular final em segundo e, no mesmo, ficou em quarto. Em 2005, o Bahia foi, juntamente com seu arquirrival Vitória, rebaixado para a terceira divisão, após mais uma má administração do clube, e tentou em 2006 reerguer sua história vencedora, sem sucesso, permanecendo na terceirona.
Na Copa do Brasil, até 2007, o Bahia ocupava o 12.º lugar no ranqueamento de pontos conquistados, com 123 pontos e sua melhor colocação foi em 2002, quando ficou em quinto lugar. Em 2003, teve o artilheiro da competição: Nonato, com nove gols.

### 2006–2008: A era Barradas: o fundo do poço e o fim da agonia
Com o fim da gestão de Marcelo Guimarães, foi eleito para o cargo de presidente Petrônio Barradas. No Campeonato Baiano de Futebol, porém, foi eliminado nas semifinais para o Colo Colo, de Ilhéus, que seria o futuro campeão estadual. Na Copa do Brasil, foi eliminado pelo Ceilândia, perdendo por 2 a 1 na Fonte Nova, ainda na primeira fase do torneio. Na Série C, porém, dava indícios de que iria fazer boa campanha e se classificar para a Segunda divisão. Com Sorato, Elias, Humberto e Luís Alberto em boa fase, o clube chegou ao Octogonal Final como favorito. Contudo, a boa campanha foi desperdiçada com péssimas atuações, quando o clube chegou a perder por 7 a 2 para o Ferroviário-CE, e perder por 2 a 0 para o Ipatinga em plena Fonte Nova, jogo inclusive que teve invasão por parte da torcida, e confusão generalizada que rendeu punição ao Bahia, que teve de jogar quatro jogos com “portões fechados” (sem torcida) — o que refletiu nos 2 primeiros jogos da Série C do ano seguinte, inclusive. Eliminado da Série C, assistiu o seu rival se classificar para a Série B, junto com Criciúma, Grêmio Barueri e Ipatinga.
Para 2007, o tricolor renovou seu elenco, reforçando-se para o Campeonato Baiano com nomes como Fausto, Moré, Emerson Cris, Carlos Alberto, Paulo Musse, Fábio Saci, Adilson Rodrigues, Danilo Gomes (revelado pelo clube que retornava), e Charles. Das divisões de base, foram promovidos Danilo Rios, Ananias e Eduardo, além de terem sido reaproveitados as pratas-da-casa promovidos no ano anterior, como Ávine, Elias e Marcone. Para técnico, Arturzinho foi chamado para ajudar o clube. No estadual, o clube fez boa campanha, mas perdeu dois dos quatro clássicos, além de empatar os outros dois, e perdeu título baiano para o Vitória, recém-promovido para a Segunda Divisão. Arturzinho permaneceu no cargo por conta do bom futebol apresentado no torneio. Na Copa do Brasil, o tricolor passou pelo Itabaiana, pelo Goiás e foi apenas eliminado pelo Fluminense, após empate em 1 a 1 no Maracanã, e em 2 a 2 na Fonte Nova, com Fábio Saci marcando gols nos dois jogos. Invicto, o Bahia foi eliminado pelo futuro campeão, que no primeiro jogo era treinado por Joel Santana, e no segundo por Renato Gaúcho. Sem jogos entre o meio de maio e início de junho, o Bahia aproveitou para realizar amistosos com clubes do interior baiano, e paralelo a isso, reforçou-se com nomes como Alisson, Nonato, Neto Potiguar, Cléber, Sérgio, Márcio Angonese (Paulo Musse e Gessé foram dispensados após o término do estadual). Destes, dois eram ídolos da torcida, em especial Nonato, sétimo maior artilheiro da história do clube. Arturzinho foi aos poucos dando cara ao Bahia que a torcida começava a gostar de ver jogar, que embora não fosse tão qualificada quanto o clube merecia, era capaz de obedecer as táticas do treinador, e convencia.[carece de fontes?]
Para a estreia do torneio, uma baixa: o goleiro Sérgio, que chegou para ser titular, se machucou, e deu vaga a Márcio Angonese. O arqueiro convenceu não só o treinador, mas também a torcida, que praticamente se esquecera do primeiro. O tricolor estreou com um empate em 0 a 0 com o Confiança, no Estádio Batistão, em Aracaju. Nos dois jogos seguintes, o Bahia venceu o ASA (2 a 0), na Fonte Nova, e América de Propriá, em Sergipe (1 a 0). Com isso, assumiu a liderança do grupo. Precisando de apenas um triunfo para se classificar para a próxima fase, o Bahia venceu o América, na Fonte Nova (2 a 0), e o ASA, em Arapiraca (4 a 0). Líder absoluto, o Bahia chegou ao último jogo classificado. A torcida, que esteve impedida de assistir os dois primeiros jogos da Fonte Nova, com o fim da punição, lotou o estádio no último jogo, fazendo a festa que alegrou a tarde daquele domingo de 5 de agosto. No ritmo da torcida, o Bahia venceu o Confiança por 2 a 1, e fechou a primeira fase com cinco triunfos e 1 empate. Na segunda fase, o tricolor manteve o bom nível, e nos três primeiros jogos venceu o Atlético de Cajazeiras-PB (3 a 0), no Perpetão, o Linhares (5 a 0), na Fonte Nova, e o Nacional de Patos (2 a 0), também na Fonte Nova. No returno, porém, o Nacional de Patos surpreendeu e venceu por 2 a 1, no Estádio José Cavalcanti, tirando a invencibilidade do tricolor no torneio. Isso, porém, não abalou o time, que após empatar em 1 a 1 com o Linhares no Estádio Joaquim Calmon, venceu o Atlético de Cajazeiras-PB por 3 a 1, na Fonte Nova.
Na terceira fase, o Bahia encarou o ABC, o Rio Branco-AC e o Fast Clube. Dessa vez, o Bahia sofreu. Embora tenha vencido o ABC (2 a 0) e o Rio Branco (2 a 1) na Fonte Nova, o tricolor perdeu para os mesmos no Frasqueirão, em Natal, e no Estádio José de Melo, em Rio Branco, e empatou em 2 a 2 com o Fast Clube, no Maranhão. O ABC foi o primeiro a se classificar, e chegou à última rodada em situação cômoda, ao contrário do Bahia, que disputava com o Rio Branco a última vaga. O clube acriano iria jogar contra o classificado ABC em Rio Branco, e o Bahia contra o Fast na Fonte Nova. Em caso de triunfo do Rio Branco, o Esquadrão de Aço seria eliminado novamente. Para o Bahia apenas interessava, no mínimo, um empate no jogo em Rio Branco, e um triunfo para o Bahia na Fonte Nova. Mesmo com pênalti perdido para o Rio Branco, o resultado de 0 a 0 favoreceu ao Bahia, que somente aos 50 minutos do segundo tempo, Charles, que entrara no lugar de Nonato, fez o gol salvador, que classificou o Bahia para o octogonal final, e livrava o Bahia de novo vexame histórico. Tal feito rendeu caminhada da Fonte Nova até a Colina Sagrada da Igreja de Nosso Senhor do Bonfim a pé por parte da comissão técnica e dos atletas do clube no mesmo dia.
A torcida do Bahia então lotou todos os jogos do clube no octogonal final da Série C. Recompensando isso, o Bahia venceu o CRAC (1 a 0), o ABC (3 a 0), e Nacional (3 a 0), e empatou com o Bragantino (2 a 2), Atlético-GO (1 a 1), Barras (2 a 2), e o Vila Nova (0 a 0), na Fonte Nova. Fora de casa, o time venceu o Vila Nova por 3 a 2, o Atlético por 2 a 1, empatou com o Bragantino por 1 a 1, e perdeu apenas para o ABC (4 a 3), e para o CRAC (4 a 2), realizando a melhor campanha do torneio, alcançando, ao todo, 62 pontos, embora tenha ficado apenas na segunda colocação (por conta da derrota no último jogo para o CRAC e o triunfo do Bragantino, que foi campeão tendo a segunda melhor campanha). Junto com o Bahia, subiram ABC, Bragantino e Vila Nova. O time era: Márcio; Carlos Alberto, Alisson, Eduardo e Adílson (Ávine); Fausto, Emerson Cris, Danilo Rios (Elias) e Cléber (Danilo Gomes); Nonato e Neto Potiguar (Charles); técnico: Arturzinho. E enfim, o calvário tricolor na terceira divisão havia terminado. Um dado curioso é que, desde 2004, o tricolor não manteve um treinador do início ao fim da temporada, e, em ambos, o time fez boas campanhas no torneio nacional (apesar de em 2004, mantendo Vadão no cargo, a vaga para a primeira divisão escapar na última rodada, com a derrota por 3 a 2 para o Brasiliense. A euforia da torcida levou o clube a alcançar a maior média de público do Brasil: o Bahia teve 40.400 pessoas por jogo. Nenhum clube da Terceira, da Segunda ou até mesmo da Primeira Divisão foi capaz de igualar. No entanto, isso não é incomum para o Bahia, que também alcançou a maior média de público no Brasil em 2004, 1988, 1986 e 1985.[carece de fontes?] Apesar disso, o trágico incidente na Fonte Nova, que levou à óbito sete torcedores, interditou o estádio, e a falta de outro estádio capaz de receber jogos nacionais na cidade fez o clube jogar em Feira de Santana, no estádio Joia da Princesa, no ano seguinte, enquanto o Estádio de Pituaçu era reformado para atender às necessidades do time,  o que impediu que a imensa torcida lotasse o estádio para prestigiar e apoiar o clube, não só pela distância, como pela capacidade do estádio: 14.000.
Apesar do acesso, Arturzinho não foi mantido no cargo para o ano seguinte. Para o seu lugar, Paulo Comelli foi contratado, além de o clube renovar novamente seu plantel, mantendo apenas nomes como Alisson, Ávine e Elias. Danilo Rios foi negociado com o Grêmio, e Eduardo com o Botafogo. Rafael Bastos e Luis Alberto, que iniciaram 2007 no clube, foram negociados, ao fim do Campeonato Baiano de Futebol do mesmo ano, com o Cruzeiro. Apesar de os novos contratados não agradarem a torcida, o clube fez uma campanha impecável no estadual, vencendo três dos quatro clássicos disputados com o Vitória, incluindo goleada de 4 a 1 no Barradão. Apesar disso, o regulamento levou o clube a perder o título por duas derrotas seguidas no quadrangular decisivo, incluindo o único Ba-Vi perdido. Tal derrota não abalou o cargo de treinador, mas demonstrou a torcida que o time era fragilizado e que, para retornar a elite do futebol nacional, era preciso reforços mais qualificados. Isso não ocorreu, e o Bahia então fez campanha abaixo da esperada, o que levou a Paulo Comelli ser demitido, e Arturzinho retornar ao clube. Porém, a má qualidade do elenco, embora tenha vencido o Corinthians por 1 a 0 no Pacaembú, fez ele também ser dispensado. Para piorar, Elias, o maior destaque do time, foi negociado com o Fluminense, enfraquecendo mais ainda o elenco. A torcida organizada Terror Tricolor, indignada, foi ao Fazendão e, revoltada, promoveu baderna e tumulto quando integrantes da torcida resolveram trocar socos e chutes com atletas. Após esse episódio, Galvão, que vinha sendo o destaque do time, pediu dispensa do clube, e Marinho, com quem o clube mantinha conversas, desistiu de acertar com o clube. Nesse clima conturbado, Roberto Cavalo foi contratado e demitido após não reverter os maus resultados. Perto de novo rebaixamento, o clube agiu rápido e reforçou-se com atletas como Marcelo Ramos (ídolo do clube) e Caio, e promoveu da base Paulo Roberto e Roberto Heuchayer. Paralelo a isso, o clube trouxe o técnico Ferdinando Teixeira, que livrou o clube de novo rebaixamento, e manteve o Bahia na segunda divisão. A meta de retornar a Série A foi, mais uma vez, adiada por má gestão. Com isso, Petrônio Barradas não se candidatou a reeleição, e deixou em aberto a sucessão presidencial do clube. Em meio a tanta incerteza, o então deputado federal Marcelo Guimarães Filho (MGF) aceitou a ideia que circulava pela cidade de se candidatar, e foi eleito com a imagem de ser um presidente jovem, que simbolizava a renovação e modernização do clube.

### 2009–2013: Era Marcelo Guimarães Filho

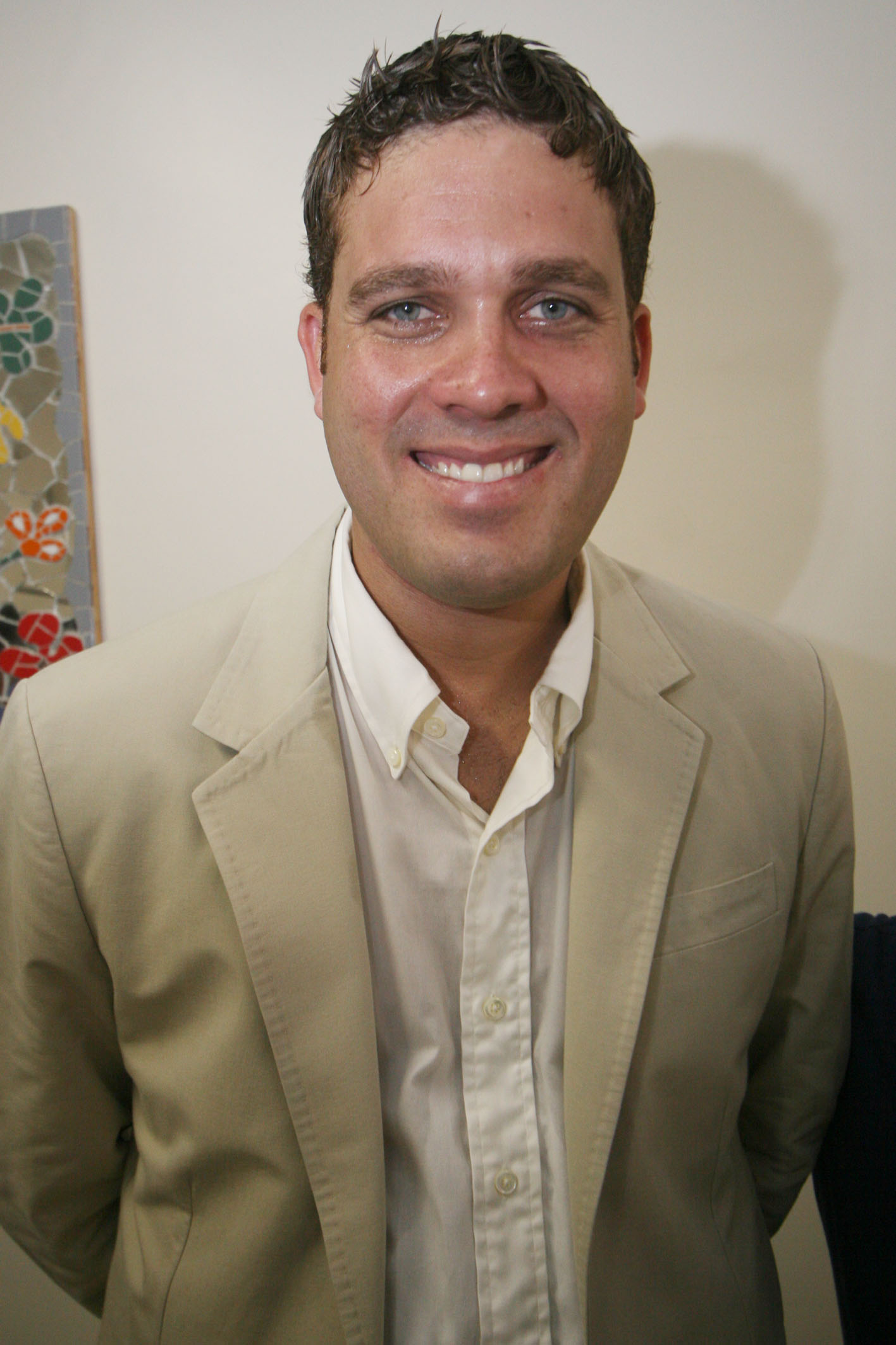
Marcelo de Oliveira Guimarães Filho em 2011.

#### 2009: Mudanças internas retardam o acesso
Marcelo Guimarães Filho é eleito e, de imediato, acertou a contratação de Alexandre Gallo para o cargo de treinador. Trouxe nomes como Patrício, Rubens Cardoso, Helton Luiz, Marcelo, Fernando, Nen, Leandro, Reinaldo Alagoano e Beto. Apesar da melhora técnica, o presidente trouxe para o cargo de diretor de futebol o ex-presidente do Vitória, o rival, Paulo Carneiro. De imediato, a torcida reprovou, já que ele era famoso por célebres frases e iniciativas de provocação e ironização do Bahia. Ignorando isso, o presidente o acolheu no clube.
Em meio a isso, o time mudou de postura, começando a trazer bons resultados, vencendo e convencendo, boa parte devido ao retorno do time a Salvador, jogando em Pituaçu. Porém, embora tenha vencido e empatado Ba-Vi na primeira fase do estadual, o time foi eliminado novamente pelo Coritiba na Copa do Brasil, após empatar em 0 a 0 em Curitiba, e em 2 a 2 em Pituaçu.
Nas finais do estadual, o Bahia perdeu e empatou os dois jogos, e perdeu o título novamente para o Vitória. O zagueiro Alisson, destaque maior do time até então, se lesionou gravemente no meio do torneio. Para seu lugar, o clube trouxe Evaldo.
No Campeonato Brasileiro, a constância do time no primeiro semestre desapareceu, e a instabilidade levou à demissão de Gallo na sétima rodada. Para seu lugar, o clube trouxe novamente Paulo Comelli, que inicialmente levou o time a bons resultados, como o triunfo ante o Vasco por 2 a 1, em Pituaçu.
Porém, as limitações do elenco voltaram a surgir, e Paulo Comelli novamente foi demitido. Sérgio Guedes foi contratado para tentar reverter a má fase. Embora tenha dado uma “sobrevida”, os maus resultados voltaram, e ele foi dispensado junto com Paulo Carneiro, em setembro. Eliseu Godoy, ídolo do clube e então comentarista de rádio na cidade, foi convidado para o cargo até o fim do ano, e ele, por gratidão ao clube, aceitou. Trouxe para o cargo de treinador o técnico Paulo Bonamigo, e para o elenco trouxe Paulo Isidoro, Nadson, Jael, Marcos, entre outros.
O time foi aos poucos se recuperando, e a dupla Nadson-Jael logo caiu nas graças da torcida. O time escapou do rebaixamento na última rodada, vencendo o Guarani em Pituaçu, e conseguindo a 12ª colocação. Apesar de a torcida ter gostado dos contratados na reta final do torneio, o elenco sofreu forte renovação.

#### 2010: o ano do retorno à Série A
Em 2010, MGF iniciou um processo de grande reforma no Centro de Treinamento (CT) do clube, e a profissionalização de todos os seus setores (hoje, apenas o cargo de presidente não é remunerado), o que começou a levar bons frutos ao clube. Além disso, Paulo Angioni foi contratado para o cargo de diretor de futebol. Logo em seguida, ele trouxe Renato Gaúcho para ser treinador do clube, e jogadores como Rodrigo Grahl, Morais, Jancarlos, Renê, Bruno Octávio, Fábio Bahia, Rogerinho e Apodi. Adriano "Michael Jackson" e Jael foram contratados no meio do campeonato. O primeiro semestre não foi bom para o tricolor. Perdeu o estadual para o Vitória novamente, mesmo vencendo o último jogo por 2 a 1 e fez campanha fraca na Copa do Brasil de Futebol, sendo eliminado pelo Atlético-GO na segunda fase.
No Campeonato Brasileiro, veio a redenção, e o clube, aliado ao apoio de sua torcida nas arquibancadas, voltou à primeira divisão, após sete anos de sofrimento e luta. Com jogos memoráveis, como os triunfos contra o Náutico (3 a 0), ASA (5 a 1), São Caetano (3 a 1), Ponte Preta (2 a 1), Ipatinga (2 a 1), e os dois jogos contra a Portuguesa (4 a 2 e 3 a 0), Sport (2 a 0 e 2 a 1), América Mineiro (3 a 0 e 2 a 1), Paraná (2 a 1 duas vezes), nem a lesão de Jancarlos e de Bruno Octávio, que os afastaram dos gramados por seis meses, ou a suspensão de Renê por doping (uso de medicamento Lasix para dor de cabeça – que é proibido) atrapalhou o Bahia na sua volta à primeira divisão na terceira colocação, perdendo a chance de ser campeão na penúltima rodada.
O time era: Renê (Fernando); Jancarlos (Arilton), Alisson, Nen, Ávine; Bruno Octávio (Hélder), Fábio Bahia, Rogerinho (Vander), Morais; Rodrigo Grahl (Adriano), Jael. Renato Gaúcho, pela bela campanha, foi convidado a ser treinador do Grêmio no meio do campeonato, convite que aceitou sem pestanejar. Para seu cargo, Márcio Araújo foi contratado.
A devoção de sua torcida foi reconhecida pela CBF no prêmio craque do Brasileirão com o prêmio de Torcida de Ouro. No momento da entrega, o Ministro dos Esportes, Orlando Silva, torcedor assumido do rival Vitória, irritou a torcida homenageada ao não citar em momento algum qual o prêmio e qual clube estava sendo premiado. Tal gafe, contudo, não foi capaz de ofuscar o brilho e orgulho que o povo baiano teve ao ser muito bem representado pela torcida do Bahia na premiação.
Com isso, a festa do acesso fez a desconfiança do torcedor com o presidente virar empolgação e gratidão. Euforia que duraria pouco.

#### 2011: Péssima campanha no Baianão e moderada no Brasileirão

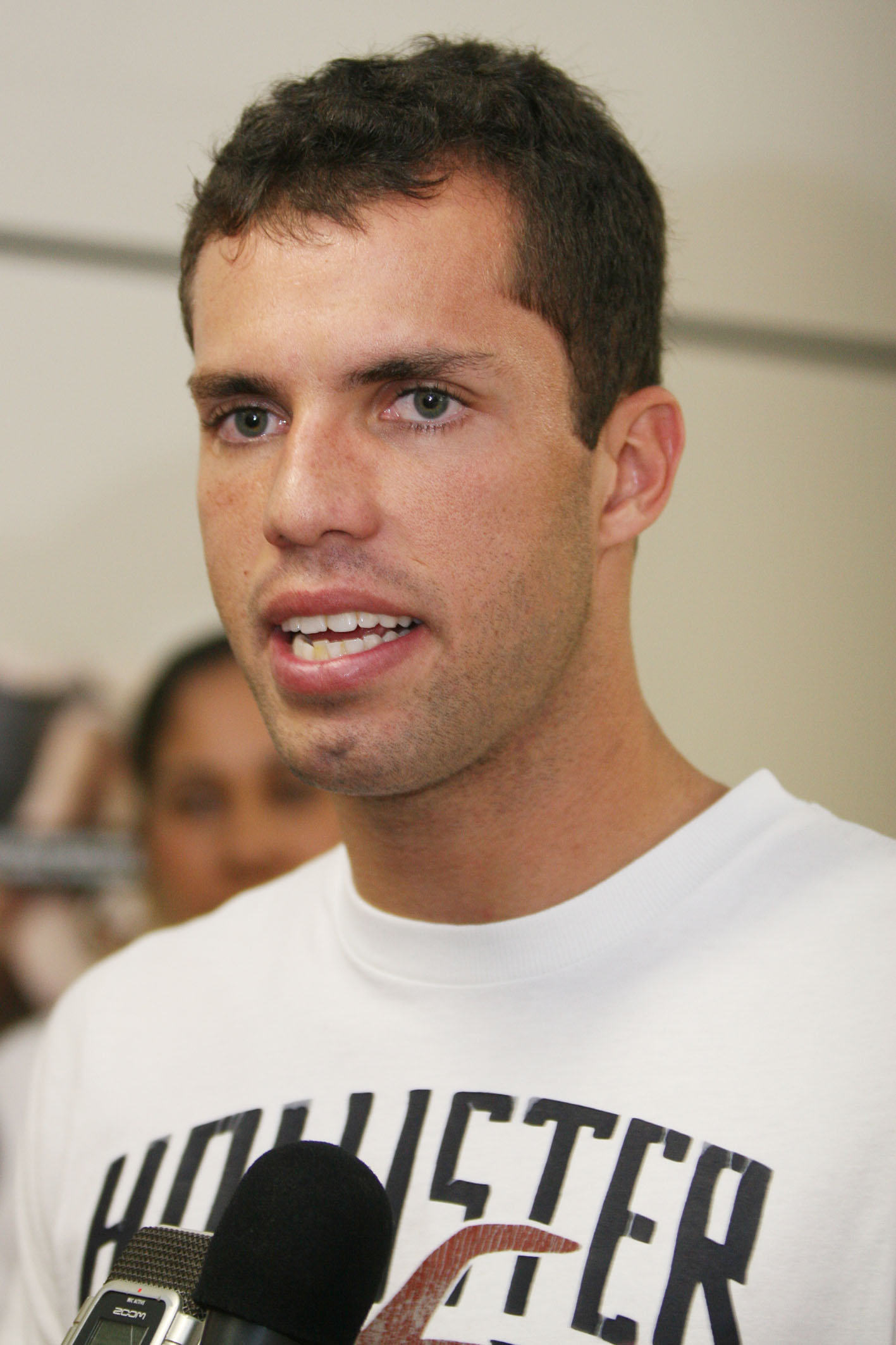
Marcelo Lomba, em 2011 era desconhecido; 3 anos depois se tornou ídolo da torcida

Apesar dos bons resultados, vários atletas titulares da equipe foram dispensados, tais como Fábio Bahia, Bruno Octávio, Rodrigo Grahl e Rogerinho. Adriano, Morais e Jancarlos foram convocados a retornarem a seus clubes (eram emprestados por Fluminense, Corinthians e Botafogo, respectivamente). Jael, ídolo da torcida, se envolveu em uma briga com um diretor do clube, e foi dispensado, contra a vontade da torcida (que até hoje clama pelo seu retorno). O clube então trouxe Ramon, Marcos (novamente), Souza, Titi e Tiago. Para o cargo de treinador, Rogério Lourenço foi contratado. Porém, as péssimas contratações fizeram o Bahia realizar uma das piores campanhas da história do clube no Campeonato Baiano de Futebol, sendo eliminado na semifinal pelo Vitória, que perdeu o título para o Bahia de Feira.
Ainda na quarta rodada do estadual, Rogério Lourenço foi dispensado, e Vágner Benazzi foi contratado. Apesar disso, os maus reforços para o elenco fizeram os maus resultados persistirem. A eliminação humilhante na Copa do Brasil, perdendo por 5 a 0 para o Atlético-PR e nas semifinais do estadual fez Benazzi dar lugar a René Simões no comando técnico. Para o Campeonato Brasileiro, o clube se reforçou com Jóbson, Jancarlos (novamente), Paulo Miranda, Dodô, Lulinha, Marcelo Lomba e Diones. O time fez campanha razoável, mas a inconstância no time fez maus resultados aparecerem, e René Simões ser dispensado.
Angioni e Marcelinho começaram a ser questionados por contratarem displicentemente e não traçarem planos na gestão. Buscando aliviar a pressão, o clube iniciou conversas com Joel Santana. A torcida, a princípio, gostou da ideia, já que em 1994 o treinador foi campeão baiano pelo Tricolor. Contudo, em entrevista a um programa televisivo, Joel se referiu ao Bahia como “sardinha”, o que rendeu críticas por parte do torcedor.
A torcida então passou a engrossar o coro que reprovava a vinda do “papai” Joel ao clube, mas a direção, ignorando o clamor da torcida, trouxe o mesmo semanas depois. Na sua terceira passagem, Joel conseguiu livrar o clube do rebaixamento, apesar de o rendimento do time em campo não agradar a torcida. Com a confiança do presidente, Joel liderou viradas heroicas, como o 3 a 2 contra o Avaí, e o 4 a 3 contra o São Paulo, ambos em Pituaçu. Joel também foi o responsável por empates frustrantes em casa, tais como o 1 a 1 ante o Atlético-MG, 0 a 0 ante o Cruzeiro, e derrota por 2 a 1 ante o Grêmio, todos em Pituaçu. Na rodada decisiva do certame, em Pituaçu, acabou rebaixando um de seus rivais regionais, o Ceará, ao vencê-lo por 2 a 1 em Salvador. Em consequência de ter terminado o Campeonato na 14º posição, o clube, depois de 22 anos fora de uma competição internacional, se classificou à Copa Sul-Americana de 2012. Com a desconfiança do torcedor, e confiança do presidente, Joel teve seu contrato renovado por mais um ano.

#### Filme "Bahia Minha Vida"
O maior feito em 2011, porém, ocorreu fora dos gramados. No dia 30 de setembro de 2011 estreou nos cinemas de todo o Brasil o filme “Bahia Minha Vida”, de Márcio Cavalcante, que contava a história do clube através de relatos de 120 entrevistados, entre jornalistas, jogadores, comentaristas, árbitros, artistas e torcedores. Tudo isso em sete cidades percorridas. Não há narração. Tudo é contado por quem viveu e vive o Bahia, e que foi sucesso de bilheterias.
Em 2012, uma pesquisa apontou o longa como o de segunda maior bilheteria da história entre filmes esportivos nacionais, perdendo apenas para o filme “Pelé Eterno”. Críticos de todo o Brasil, e, principalmente, fãs do futebol, aprovaram o filme, que foi o primeiro a ser lançado no Brasil contando a história de um time de futebol.
De acordo com dados da Agência Nacional de Cinema (Ancine), 74.857 pessoas viram o filme tricolor nas telonas. A arrecadação foi de R$ 597.579,00.

#### 2012, o título baiano após 10 anos de jejum e campanha irregular no Brasileirão

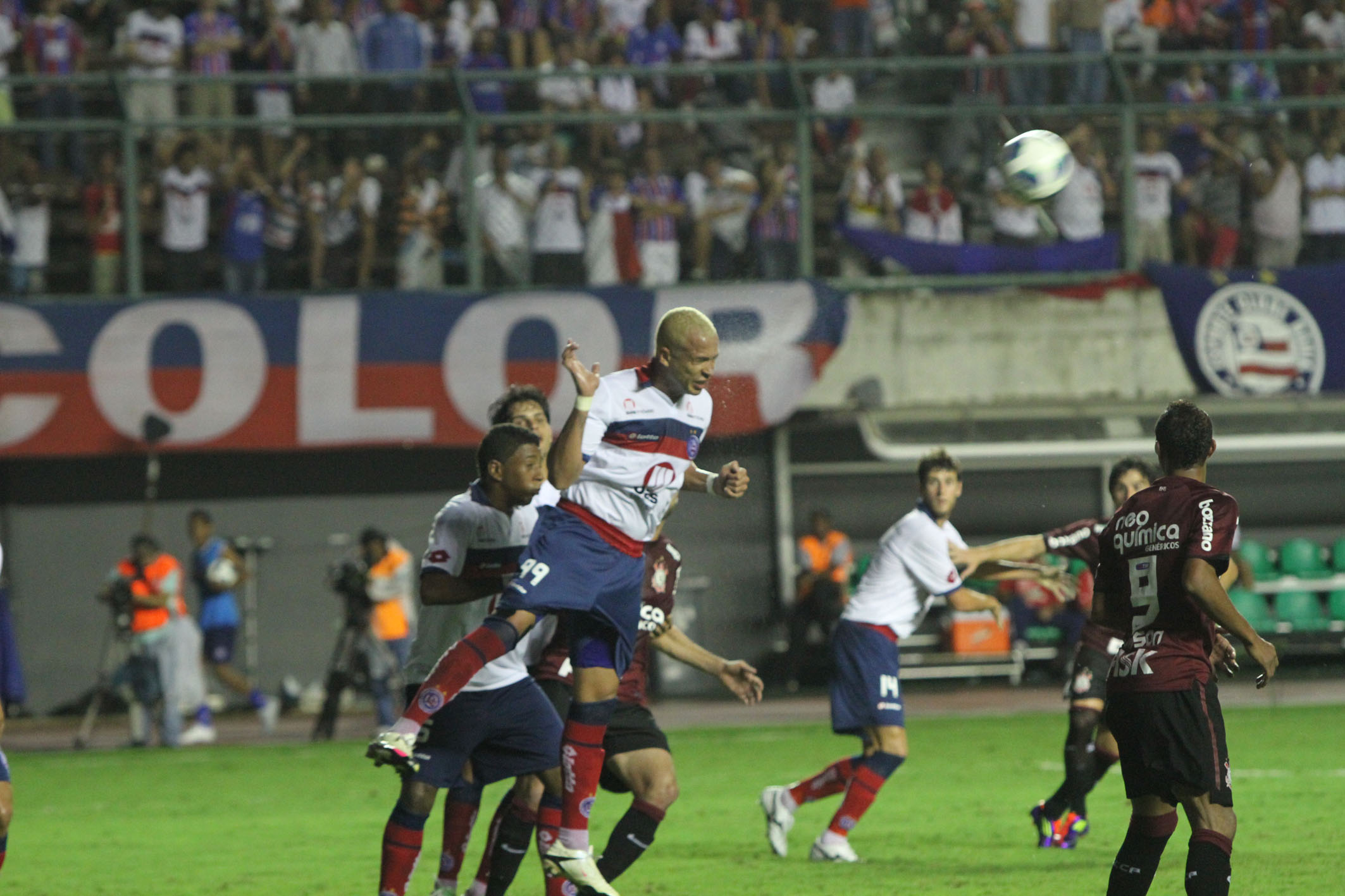
Partida contra o Corinthians em Pituaçu pela Séria A de 2012.

Em 2012, o Bahia começou mal o estadual, e após três rodadas com o time jogando abaixo da média, Joel recebeu uma proposta do Flamengo que lhe fez abrir mão do cargo no Bahia, o qual era pressionado a sair por parte da torcida, embora a direção nele confiasse. Assim, Marcelinho e Angioni apostaram na vinda de Paulo Roberto Falcão, que em 2011 havia retomado a carreira de treinador do Internacional. No clube colorado foi campeão gaúcho e eliminado nas quartas-de-final da Taça Libertadores da América, o que culminou em sua demissão. Com esse início meteórico, Falcão chegou ao Bahia com insegurança por parte da torcida por ser um treinador que, embora famoso pela carreira de jogador e de comentarista televisivo, ainda era desconhecido como treinador.

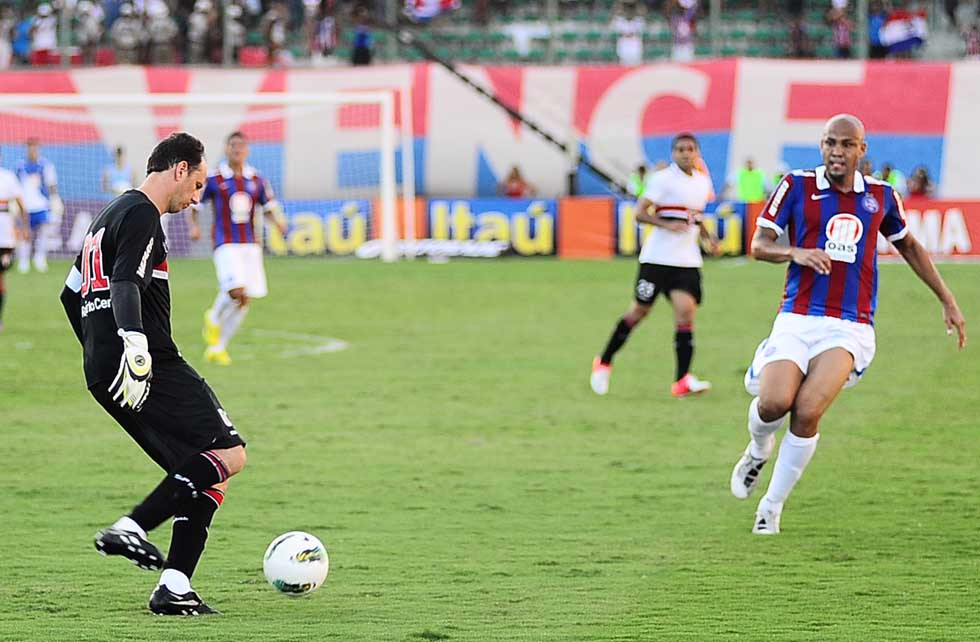
Jogo do Bahia contra o São Paulo, válido pelo Campeonato Brasileiro de 2012 em Pituaçu.

 Porém, aos poucos, Falcão foi implantando tática e organização no time, o que culminou no título baiano após dez anos sem, numa campanha quase irretocável (em 26 jogos venceu 17 jogos, empatou 6 e perdeu apenas três). O time era: Marcelo Lomba; Madson, Rafael Donato, Titi, Gerley (Gutiérrez); Filipe (Diones), Fahel, Hélder, Gabriel; Ciro (Zé Roberto), Souza. Na Copa do Brasil, o time chegou às quartas-de-final, perdendo para o Grêmio. No Brasileirão, o Bahia, porém, não repetiu as boas atuações do início da temporada, e começou a perder jogos importantes, chegando a perder por 4 a 0 para Botafogo e Fluminense, ambos no Engenhão. Isso culminou na sua demissão. Em seu lugar, Caio Júnior foi contratado.
O histórico de técnico jovem, promissor, porém com insucessos acumulados nos últimos clubes que treinou, causou insegurança por parte da torcida, que novamente temeu maus resultados, que vieram novamente. Na Copa Sul-Americana de 2012 o Bahia fez uma campanha ruim e foi eliminado ainda na fase nacional contra o São Paulo após perder os dois jogos por 2 a 0, sendo eliminado sem jogar contra nenhuma equipe estrangeira. Sem conseguir melhorar a situação do Bahia no campeonato, Caio Júnior pediu demissão após empate em 1 a 1 com o Atlético-GO na última rodada do primeiro turno. Sem técnico, o Bahia foi atrás de Jorginho, que havia sido campeão da Série B com a Portuguesa no ano anterior. Assim, Jorginho chegou e na estreia venceu o Santos, na Vila Belmiro, por 3 a 1, contra um time que tinha Neymar, André e Ganso em campo. Logo em seguida, em Pituaçu, o Bahia venceu o São Paulo por 1 a 0, gol do xodó da torcida Gabriel, em seguida, empatou por 0 a 0 com o Atlético-MG, líder e sensação do campeonato, e venceu o Vasco por 4 a 0 em pleno São Januário, resultado que culminou na demissão de Cristóvão Borges do comando vascaíno.
Essa sequência deu novo ânimo ao time, e confiança à torcida, que após anos voltou a ver seu time vencer jogos importantes e convencer. Porém, a vontade de ganhar perdeu força para as limitações técnicas do time, que eram notórias, porém esquecidas por bons resultados vindos da superação dos atletas. Derrotas importantes e empates seguidos não afastaram o suficiente o Bahia da zona de rebaixamento, o que levou o clube às últimas rodadas precisando vencer para fugir de nova humilhação. Após vencer a Ponte Preta por 1 a 0, em Pituaçu, empatou em 1 a 1 com o Náutico, também em Pituaçu, levando a decisão para o último jogo. O já rebaixado Atlético-GO nem se esforçou, mas ainda assim o Bahia encontrou dificuldades para vencer o jogo. O gol salvador saiu dos pés de Rafael, aos 26 do segundo tempo. O Bahia, pelo segundo ano seguido, conseguiu escapar do rebaixamento.
Em dois anos seguidos o clube obteve maus resultados em torneios importantes, e inúmeros jogadores e treinadores foram contratados e dispensados, sem organização nem planejamento. Aliado a isso, insucessos em campo anos seguidos fizeram de Marcelo Guimarães Filho e Paulo Angioni alvos da torcida, que iniciaram protestos seguidos almejando sua renúncia, além de renovação no Estatuto do Clube para que os sócios pudessem eleger quem quisesse, além de poderem se candidatar livremente.

#### 2013: pior campanha no estadual

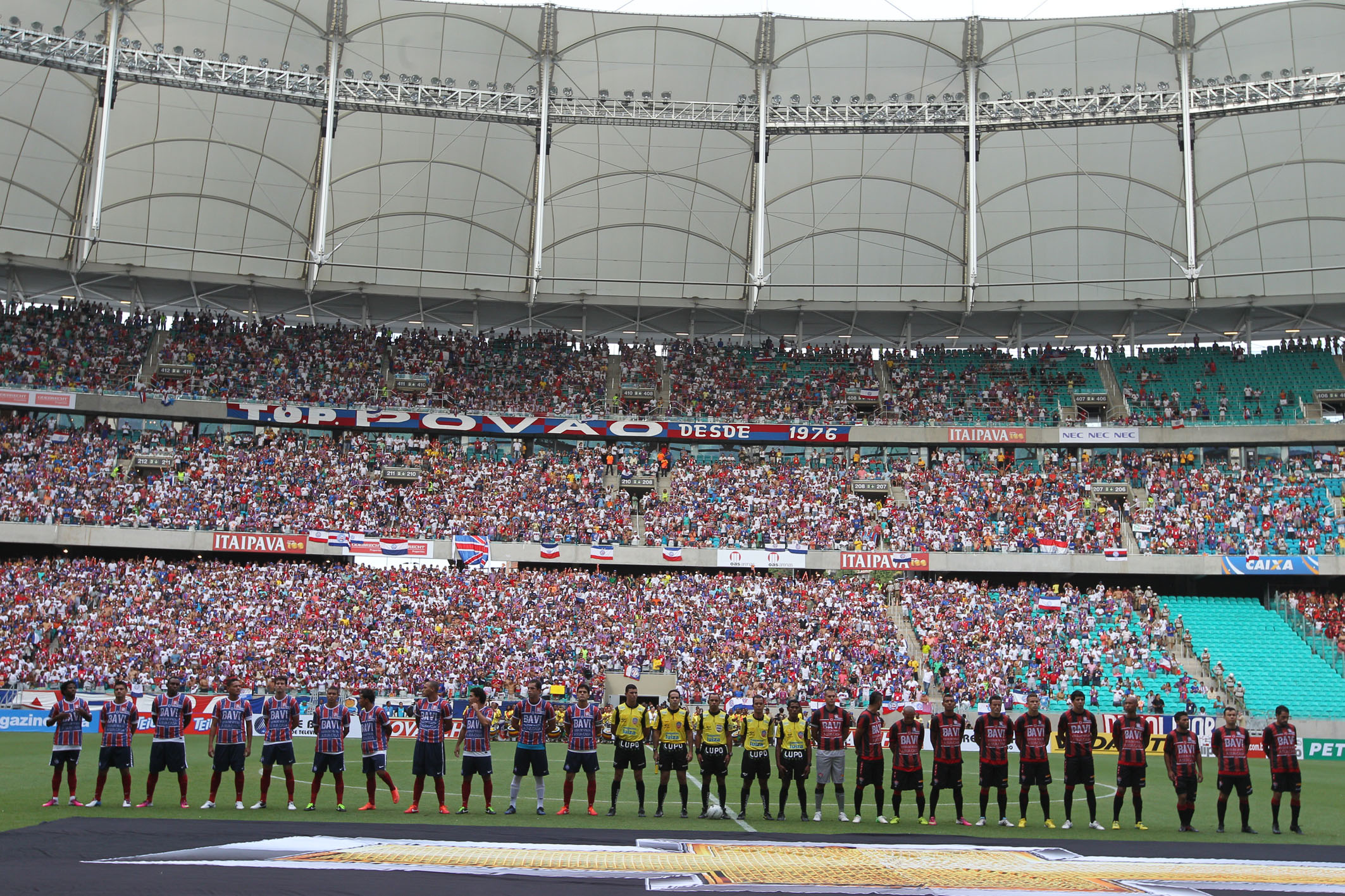
Partida de inauguração da Itaipava Arena Fonte Nova com o clássico Ba-Vi, pelo Estadual de 2013.

Em 2013, Marcelinho remodelou o estatuto, sem no entanto atender aos anseios da torcida, de poder votar livremente para presidente. Pelo novo estatuto, os dois candidatos seriam escolhidos pelo Conselho Deliberativo vigente, e os sócios, então poderiam votar neles. O detalhe é que o Conselho é renovado após a eleição, em vez de antes, o que dá brechas para que o continuísmo tão reprovado e contestado pela torcida possa continuar a ocorrer. MGF, tentando mascarar o feito, decidiu manter a base do ano anterior, sem reforçar o elenco.
Contudo, a fragilidade de 2012 se repetiu, e o clube então foi eliminado na primeira fase da Copa do Nordeste, com duas derrotas seguidas em Pituaçu para ABC e Ceará. Tal vexame rendeu ao clube 40 dias sem jogos, o que fez a direção correr atrás de reforços, tardiamente. No estadual, a inconstância e baixa qualidade do elenco fizeram o Bahia realizar a pior campanha desde 1942 no Campeonato Baiano, perdendo, inclusive, vexatoriamente para o Vitória na inauguração da Arena Fonte Nova, por 5 a 1. Isso levou a demissão do técnico Jorginho. Joel Santana voltou ao clube, após quase sete meses sem clube.
Desanimado e com um time desqualificado em mãos, Joel durou apenas cinco jogos, e foi demitido após nova humilhação ante o Vitória, dessa vez por 7 a 3. Esse vexame rendeu também a demissão de Paulo Angioni. O Bahia ainda foi eliminado na Copa do Brasil para o Luverdense, na segunda fase do torneio. Tal vexame apenas ratificou os temores da torcida nos últimos anos: a fragilidade do elenco refletir negativamente para a imagem do clube. Assim, a torcida iniciou protestos como o “Público Zero”, esvaziando os estádios, almejando afetar economicamente o clube para tentar obter a renúncia do presidente.
Além disso, muitos torcedores de desassociaram do programa “Torcedor Oficial do Bahia”, buscando o mesmo propósito. Torcedores ilustres e ídolos do clube, como Bobô, Paulo Rodrigues, Jaques Wagner, ACM Neto, Ricardo Chaves, etc, apoiados por jornalistas de diversos veículos esportivos, tais como Neto, Juca Kfouri, etc, iniciaram um movimento, liderado por Sidônio Palmeira, intitulado “Bahia da Torcida”, que almejava uma série de mudanças, a começar pela renúncia do presidente do clube. Buscando melhorar isso, Marcelinho trouxe para a gestão do futebol Anderson Barros, que há seis meses antes havia saído do Botafogo, e para o comando técnico trouxe Cristóvão Borges, ex-volante revelado no clube nos anos 70, e que havia sido demitido do Vasco após a goleada de 4 a 0 para o próprio Bahia, ainda em 2012.
Sem forças, desacreditado pela torcida, e sem moral no mercado para investir em boas contratações, o Bahia iniciou o Campeonato Brasileiro de 2013 inconstante e fragilizado. A derrota na estreia para o Criciúma por 3 a 1 aumentou a desconfiança e insegurança da torcida com o time. Cristóvão Borges, contudo, deu nova cara ao elenco que, ainda carente de reforços dignos de um grande clube, conseguiu alcançar triunfos importantes, como o triunfo ante o Internacional por 2 a 1, em Caxias do Sul, tirando a invencibilidade do clube colorado nos seus domínios; outro resultado importante foi o triunfo ante o Botafogo também por 2 a 1, sendo este de virada, e realizado em Aracaju. O maior destaque do torneio tem sido o centroavante Fernandão, que até então é o artilheiro do certame com quatro gols. Com a pausa para a Copa das Confederações, o Bahia permaneceu na oitava colocação, estando a 3 pontos do líder Coritiba.
Embora feliz com a situação agradabilíssima do time no torneio, a torcida permanece protestando e clamando pela renúncia do presidente, intensificadas após denúncias de fraudes nas divisões de base e processos movidos contra o clube por falta de pagamento do FGTS aos atletas da base, o que levou a saída de vários nomes importantes e valiosos para o tricolor.

### 2014–presente: intervenção e novo estatuto no clube
Com tantos insucessos e descasos com o clube, Marcelo Guimarães Filho resistiu por duas vezes a processos de intervenção no clube, onde conseguira, na justiça, obter anulação de tal medida (em 2011 e em 2012). Contudo, em 2013, enfim, a justiça determinou a intervenção no clube para a reforma do estatuto e promoção de eleições diretas. O tão sonhado momento por parte da torcida tricolor, enfim, parece estar tomando ares de concretização.[carece de fontes?] Aproveitando o momento, foi também determinado que fosse realizada uma auditoria no clube. Mesmo com a intervenção no clube e diversos problemas internos o Bahia vem realizando uma surpreendente campanha no Campeonato Brasileiro, mostrando que a intervenção, até o momento, tem sido benéfica ao clube.[carece de fontes?]
No dia 17 de agosto de 2013, em uma eleição direta com os sócios na Arena Fonte Nova, foi estabelecido a reforma do estatuto do clube que dá a os torcedores a tão sonhada democracia fazendo com que eles (sócios) possam ter a oportunidade de votar nos próximos presidentes do clube; a vitória nas eleições foi larga pois 3089 sócios votaram a favor da reforma e apenas 6 sócios votaram contra a reforma, ou seja 99% dos votantes foram a favor.[carece de fontes?] No dia 7 de setembro de 2013 ocorreu a primeira eleição direta e democrática da história do EC Bahia, acrescentando na vida do clube e dos torcedores mais um dia inesquecível. Foi eleito Fernando Schmidt – que já tinha sido presidente anteriormente – para a presidência até dezembro de 2014. Em 13 de dezembro de 2014 ocorreu a segunda eleição direta, vencendo o jornalista Marcelo Sant'Ana para o triênio 2015-2017. Em 2014, o Bahia voltou a conquistar o Campeonato Baiano ao superar o Vitória. Entretanto, o ano não ia acabar bem para o tricolor: rebaixado para a Série B. No ano seguinte, em uma campanha instável de altos e baixos, o clube terminou não conseguindo o acesso, que só veio em 2016 no quarto lugar.